# Roopville
Roopville és una població dels Estats Units a l'estat de Geòrgia. Segons el cens del 2000 tenia 177 habitants.

## Demografia
Segons el cens del 2000, Roopville tenia 177 habitants, 75 habitatges, i 57 famílies. La densitat de població era de 86,5 habitants/km².
Dels 75 habitatges en un 26,7% hi vivien nens de menys de 18 anys, en un 60% hi vivien parelles casades, en un 10,7% dones solteres, i en un 22,7% no eren unitats familiars. En el 20% dels habitatges hi vivien persones soles el 14,7% de les quals corresponia a persones de 65 anys o més que vivien soles. El nombre mitjà de persones vivint en cada habitatge era de 2,36 i el nombre mitjà de persones que vivien en cada família era de 2,69.
Per edats la població es repartia de la següent manera: un 20,3% tenia menys de 18 anys, un 6,2% entre 18 i 24, un 24,9% entre 25 i 44, un 29,9% de 45 a 60 i un 18,6% 65 anys o més.
L'edat mediana era de 43 anys. Per cada 100 dones de 18 o més anys hi havia 90,5 homes.
La renda mediana per habitatge era de 32.917 $ i la renda mediana per família de 30.625 $. Els homes tenien una renda mediana de 35.227 $ mentre que les dones 20.938 $. La renda per capita de la població era de 16.521 $. Entorn del 12,7% de les famílies i el 17,4% de la població estaven per davall del llindar de pobresa.

## Poblacions més properes
El següent diagrama mostra les poblacions més properes.